# Villar de Corneja
Villar de Corneja  és un municipi de la província d'Àvila, a la comunitat autònoma de Castella i Lleó. Limita amb Navamorales, La Horcajada, Santa María del Berrocal i Hoyorredondo.